# Liberté, égalité, fraternité
Liberté, égalité, fraternité (hr. Sloboda, jednakost, bratstvo) krilatica je Francuske službeno preuzeta tijekom Treće Republike. Ove riječi se mogu vidjeti i na francuskoj euro-kovanici.
Krilatica ima korijene u riječima koje podsjećaju na Francusku revoluciju i dobila je sadašnji oblik 1793. godine. 
Tijekom prvog i drugog Francuskog Carstva, geslo je izostavljeno ali se ponovno pojavljuje tijekom srpanjske revolucije 1830. i 
francuske revolucije u veljači 1848., i bila je službena francuska krilatica u periodu 1848. – 52. Tijekom Pariške komune geslo postaje ponovno popularan a tijekom Drugog svjetskog rata i Višijske Francuske zamijenjeno je s motom "Rad, obitelj, domovina" (Travaille, famille, patrie). "Sloboda, jednakost, bratstvo" ponovno ulazi u uporabu poslije rata i od 1946. upisano je u francuski ustav.

## Ekranizacija
U filmskoj trobojnoj trilogiji redatelja Krzysztofa Kieślowskog; plava boja označava slobodu, bijela jednakost i crvena bratstvo. Ove tri riječi iz krilatice podsjećaju na boje francuske zastava međutim nigdje u filmovima nije jasno naglašena veza između njih.